# Muscoda (Village)

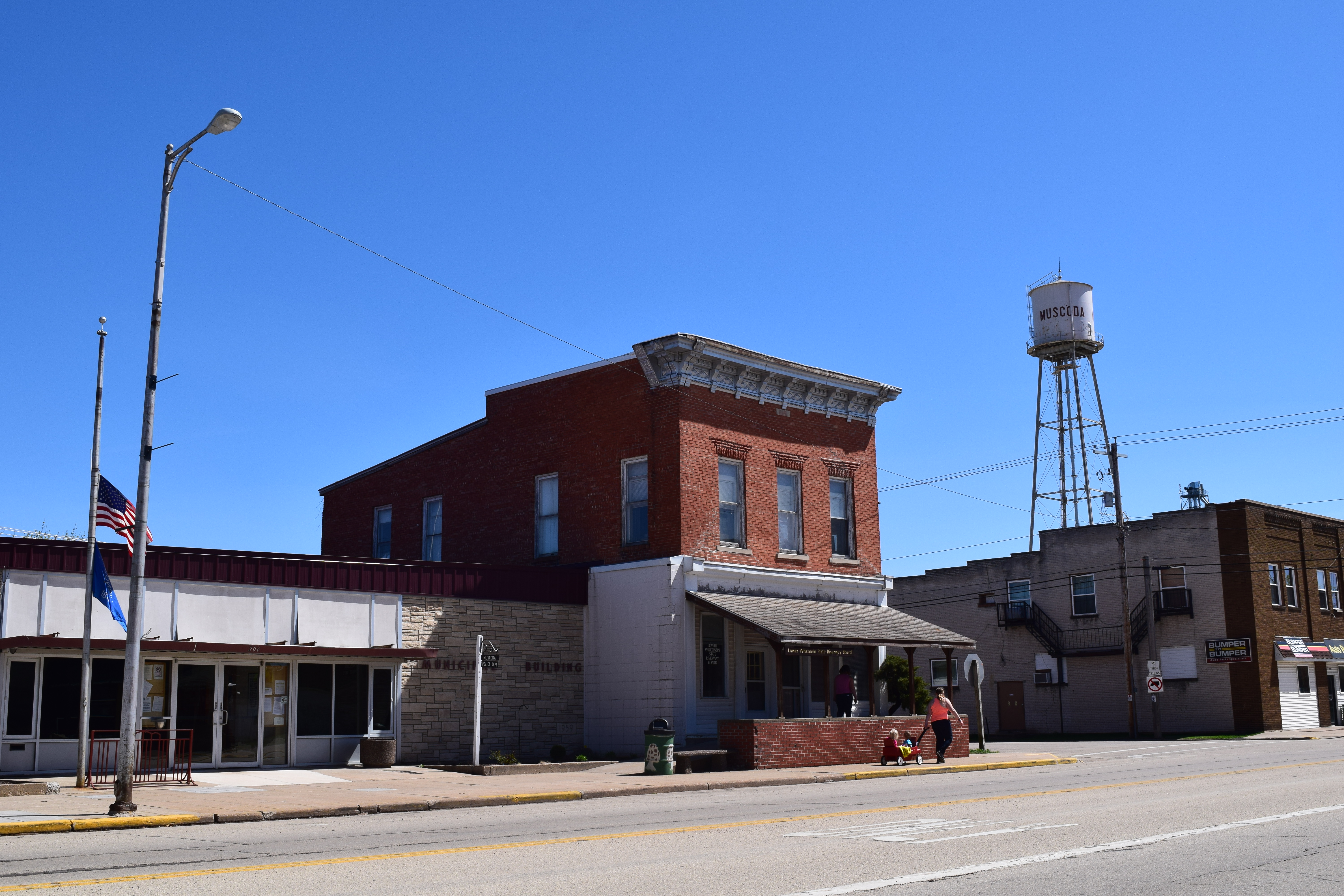
Downtown Muscoda (2017)

Muscoda ist eine Gemeinde (mit dem Status „Village“) im Grant County und zu einem kleineren Teil im Iowa County im US-amerikanischen Bundesstaat Wisconsin. Im Jahr 2010 hatte Muscoda 1299 Einwohner.

## Geografie
Muscoda liegt im Südwesten Wisconsins am Südufer des Wisconsin River, einem linken Nebenfluss des Mississippi. Der am Mississippi gelegene Schnittpunkt der drei Bundesstaaten Minnesota, Iowa und Wisconsin befindet sich 97 km nordwestlich. Nach Illinois sind es 87 km in südlicher Richtung.
Die geografischen Koordinaten von Muscoda sind 43°11′06″ nördlicher Breite und 90°26′35″ westlicher Länge. Das Gemeindegebiet erstreckt sich über eine Fläche von 3,78 km². 
Nachbarorte von Muscoda sind Richland Center (19,7 km nordnordöstlich), Gotham (15,2 km ostnordöstlich), Avoca (9,9 km östlich), Highland (19,9 km südsüdöstlich), Blue River (9,9 km westlich) und Westport (18,3 km westnordwestlich).
Die nächstgelegenen größeren Städte sind La Crosse (114 km nordwestlich), Wisconsins Hauptstadt Madison (94,7 km östlich), Rockford in Illinois (187 km südöstlich), die Quad Cities in Iowa und Illinois (210 km südlich) und Cedar Rapids in Iowa (212 km südwestlich).

## Verkehr
Der entlang des Wisconsin führende Wisconsin State Highway 133 verläuft in West-Ost-Richtung als Hauptstraße durch Muscoda. Der Wisconsin State Highway 80 verlässt den Ort in nördlicher Richtung über eine Brücke über den Wisconsin River. Alle weiteren Straßen sind untergeordnete Landstraßen, teils unbefestigte Fahrwege sowie innerörtliche Verbindungsstraßen.
Entlang des Wisconsin River verläuft für den Frachtverkehr eine Eisenbahnlinie der Wisconsin and Southern Railroad, die vom Mississippi nach Madison und von dort weiter nach Milwaukee führt.
Die nächsten Flughäfen sind der La Crosse Regional Airport (125 km nordwestlich), der Dubuque Regional Airport in Dubuque, Iowa (109 km südsüdwestlich) und der Dane County Regional Airport in Wisconsins Hauptstadt Madison (103 km östlich).

## Bevölkerung
Nach der Volkszählung im Jahr 2010 lebten in Muscoda 1299 Menschen in 569 Haushalten. Die Bevölkerungsdichte betrug 343,7 Einwohner pro Quadratkilometer. In den 569 Haushalten lebten statistisch je 2,19 Personen. 
Ethnisch betrachtet setzte sich die Bevölkerung zusammen aus 98,9 Prozent Weißen, 0,3 Prozent Afroamerikanern, 0,3 Prozent amerikanischen Ureinwohnern, 0,1 Prozent Asiaten sowie 0,4 Prozent aus anderen ethnischen Gruppen; 0,2 Prozent stammten von zwei oder mehr Ethnien ab. Unabhängig von der ethnischen Zugehörigkeit waren 0,8 Prozent der Bevölkerung spanischer oder lateinamerikanischer Abstammung. 
21,6 Prozent der Bevölkerung waren unter 18 Jahre alt, 58,8 Prozent waren zwischen 18 und 64 und 19,6 Prozent waren 65 Jahre oder älter. 50,2 Prozent der Bevölkerung war weiblich.
Das mittlere jährliche Einkommen eines Haushalts lag bei 34.088 USD. Das Pro-Kopf-Einkommen betrug 18.774 USD. 17,7 Prozent der Einwohner lebten unterhalb der Armutsgrenze.